# Álom.net
Álom.net (englisch: Dream.net) ist eine ungarische Filmkomödie aus dem Jahr 2009, bei der Gábor N. Forgács Regie führte.

## Handlung
Die in ihrer alten Schule beliebte Schülerin Regina bemüht sich, nach dem Schulwechsel auf eine konservative Schule neue Freunde zu finden. Doch treten Probleme auf, als sie sich mit Lívia, eine der beliebtesten Schülerinnen der Schule, verfeindet und in den Musiker Márk verliebt. Zusätzlich möchte Regina die Cheerleadingmannschaft leiten.

## Rezeption
Laut index.hu sind die Zielgruppe des Filmes „14-16-jährige BRAVO-Leser, die von Regisseur Gábor N. Forgács als völlig finstere, quengelnde, kichernde, zurückgebliebene, geldgierige dumme Kinder und aufgeregte Blogger angesehen werden.“ Natürlich blond mit High School Musical zu mixen sei keine schlechte Idee und noch kein Film für eine so junge Zielgruppe produziert worden, aber es sei dumm, den ersten solchen Film ohne Talent und Geschmack zu machen.  Das Drehbuch, die Dialoge und die Geschichte des Films seien inkohärent, chaotisch und unlogisch. Die im Film zu hörende Jugendsprache sei ein künstlicher, nicht vorhandener Soziolekt, der widerspiegele, dass Regisseur und Drehbuchautor sich des Vokabulars, des Sprechstils und der Konversationsgewohnheiten der heutigen Jugend nicht bewusst seien.  Kritikern von magyar.film.hu zufolge zerfällt die Handlung des Films in viele Versatzstücke aus den Filmen American Pie, Natürlich blond und Clueless – Was sonst! sowie des japanischen Anime, und versucht so, deren Fans zu gefallen und ihnen einen bedeutungslosen, durcheinandergewürfelten Film zu verkaufen.
Bei der Premiere des Films bezeichneten die Filmemacher Álom.net sogar als Trashfilm und Parodie, und Lilla Labancz wurde bereits als Nachfolgerin von Szonja Oroszlán betrachtet. Der Titel Parodie wird hingegen von Filmkritikern einstimmig zurückgewiesen mit dem Gegenargument, dass Szonja Oroszlán eine bereits etablierte, talentierte Schauspielerin sei, und folglich der Vergleich mit Lilla Labancz nicht passe.
Laut einer Kritik von rockvilag.hu präsentiert Álom.net den üblichen American Dream durch die Protagonistin Lilla Labancz, die „hübsch und reich“ ist. Auf der anderen Seite sei sie im Vergleich zu den anderen Mädchenfiguren nicht wirklich hübsch zu nennen. Das Image des Films sei eine komplette Kopie des amerikanischen Vorbilds, das auf Ungarn übertragen werde: „rosa Brille, wasserstoffblonde Haare, viel Geld und ein Cabrio wollen eine Traumwelt erschaffen im Vergleich zur bitteren ungarischen Realität“. Die Protagonistin besucht ein Privatschule, was selbst für wohlhabende ungarische Familien nicht typisch ist. Der Kulturanthropologe Róbert Puzsér von Sznobjektív bemerkte, dass die Macher solcher Filme sich der Situation in Ungarn nicht bewusst seien und die Gesellschaft, die Menschen, die Bräuche und die Probleme nicht kennen würden, aber dennoch versuchten, Filme zu einem solchen Thema zu machen. Das Endergebnis sei manchmal gelogen, jedoch oft ein Propaganda-Trash-Film. Er nahm Álom.net in seine Liste der zehn schlechtesten ungarischen Filme auf. Ihm zufolge sei an dem Film ausnahmslos alles schlecht, selbst professionelle Schauspieler mit ernsthafter Vergangenheit wie Gábor Reviczky würden schlecht spielen.
Gemäß rockvilag.hu fehle Álom.net jegliche Art von Humor, Ironie, Kritik oder Selbstkritik. Die Absichten der Macher mit dem Film seien unerklärlich, was nicht im Geringsten der Unterhaltung diene.  Auf der anderen Seite sagte Regisseur Gábor N. Forgács in einem Interview, sein Ziel sei es gewesen, einen unterhaltsamen Film zu machen, der mit Sport, Tanz und Bewegung inspiriert. Laut Zsuzsanna Lavicska in ihrer Filmkritik stelle der Regisseur dem Publikum sogar eine eigene „Bedienungsanleitung“ zur Verfügung: „Lasst uns gemeinsam träumen, entspannen, die ironischen Momente und den sarkastischen Humor wahrnehmen!“, obwohl es im Film keinerlei Ironie oder Sarkasmus gebe. Darüber hinaus erklärte Gábor N. Forgács bei der Premiere, dass bei einem Scheitern des Films die Journalisten verantwortlich seien, da sie seiner Meinung nach diejenigen seien, die den ungarischen Film negativ darstellten und die Zuschauer entsprechend beeinflussten.